# Menachem Bello
Menachem Bello (hebr. מיקו בלו, ur. 26 grudnia 1947 w Tel Awiwie) – izraelski piłkarz, obrońca.
W reprezentacji Izraela zagrał w 41 oficjalnych spotkaniach, w tym także na mistrzostwach świata w Meksyku. Podczas MŚ 70 zagrał w meczu Izraela z Włochami. W 1968 był uczestnikiem igrzysk w Meksyku. W karierze klubowej był długoletnim zawodnikiem Maccabi Tel Awiw, w okresie 19 lat rozegrał w jego barwach 498 spotkań. Pięciokrotnie zdobywał tytuł mistrza kraju (1968, 1970, 1972, 1977, 1979), również pięć razy Puchar Izraela (1964, 1965, 1967, 1970, 1977). W 1969 i 1971 triumfował w Pucharze Klubowych Mistrzów Azji.